# Kerman (tappeto)

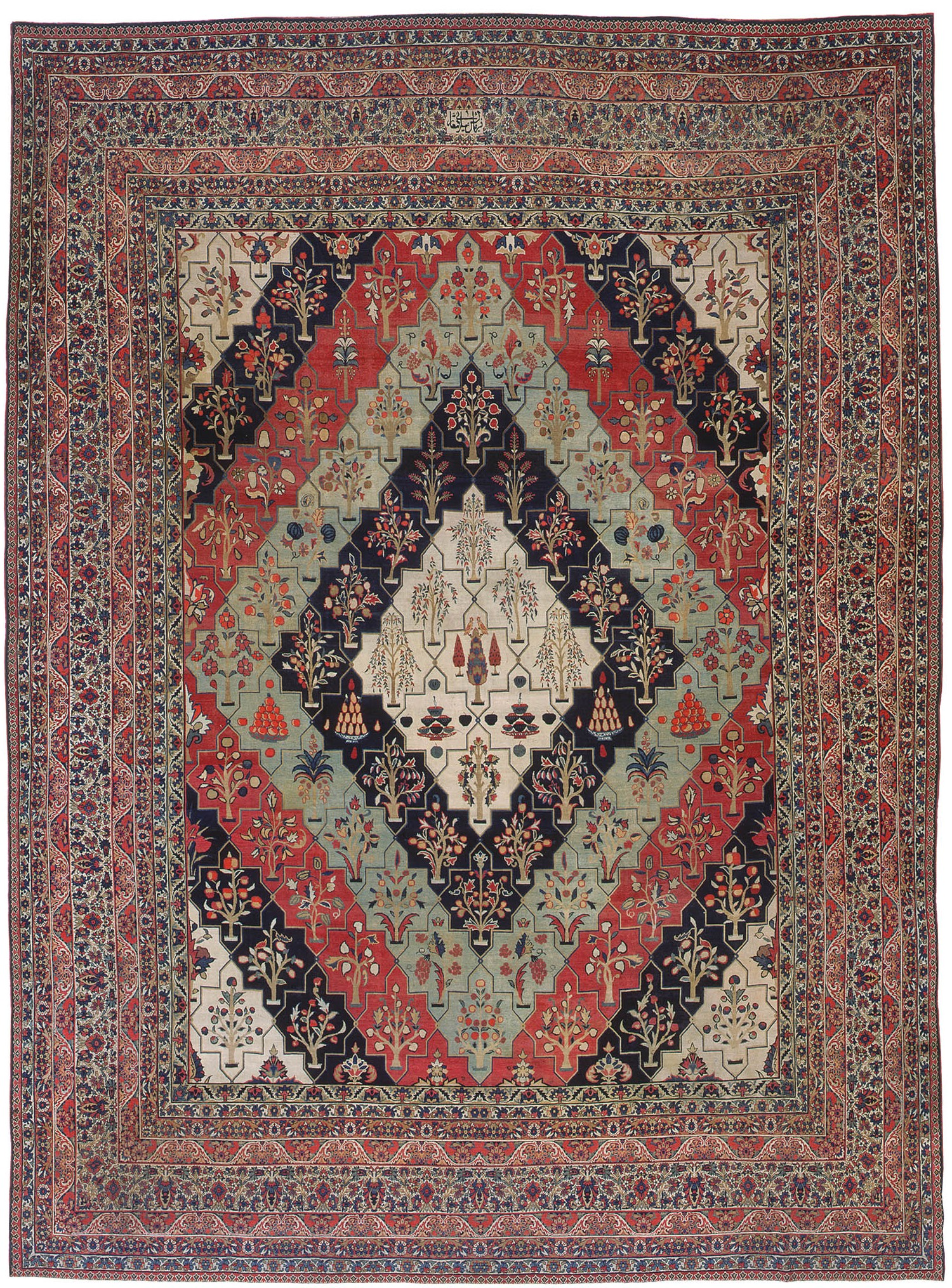
Tappeto persiano antico di Kerman

Tappeto di Kerman (anche "Kirman") è una delle classificazioni tradizionali di tappeto persiano. Kerman è sia una città che una provincia situata nel centro sud dell'Iran, sebbene il termine a volte descriva un tipo che potrebbe essere stato fatto altrove.
I tappeti Kerman sono apprezzati per una vasta gamma di disegni, un'ampia gamma di colori, l'uso di tinture e fibre naturali, grande resistenza alla trazione e all'abrasione e grande combinazioni di colori. La produzione tipica usava un nodo asimmetrico su una base di cotone, ma rari esempi includono fili di seta o misto-seta e filati di seta mista a lana.

## Disegni e motivi della regione di Kerman
A causa dell'enorme domanda di tappeti prodotti a Kerman e della complessa demografia di questa domanda, è stata prodotta una sorprendente varietà di stili e disegni. Alcuni tappeti Kerman sono stati tessuti esplicitamente per i facoltosi acquirenti occidentali e alcuni per i consumatori locali con gusti molto diversi.
Damask Rose è il motivo più popolare nei disegni di tappeti Kerman, in particolare nei tappeti "Sabzikar Ravar" e "Gol Sorkhi" (Red Rose).
Altri motivi noti sono "Ghab Ghora'ani", "Setooni", "Ghabi", "Kheshti", "Saraam Atiyeh", "Jangali", "Shekargah" e "Lachak-Toranj". I tappeti antichi Kerman utilizzano spesso il motivo Toranj dei margini e linee strette. I motivi floreali intrecciati dei tappeti Kerman nel XIX secolo derivano dai modelli degli scialli Kerman, anch'essi prodotti a Kerman in quel periodo.
Una variante dei tappeti Kerman è il Lavar o Ravar Kerman. Questi tappeti sono stati prodotti nel villaggio di Ravar vicino alla città di Kerman nella regione settentrionale e sono noti in particolare per la loro tessitura fine e il design elegante, che deriva spesso dalla firma e dal medaglione centrale. La maggior parte dei tappeti Ravar o Lavar Kerman include una firma, quella del tessitore o della persona per cui il tappeto è stato tessuto. 

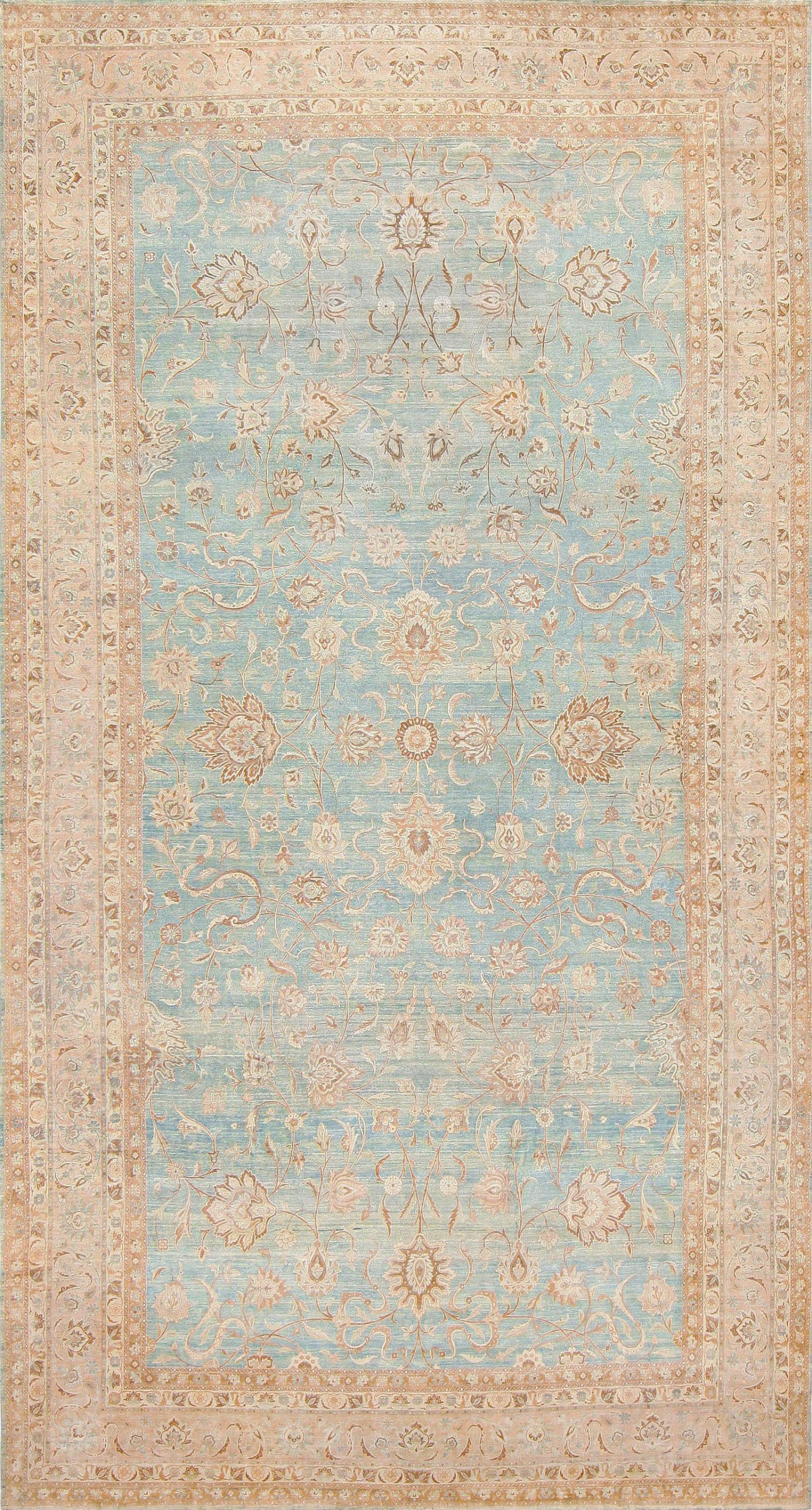
Tappeto persiano antico di Kerman

I tappeti vaso, sono un tipo di tappeto Kerman caratteristico del XVI e XVII secolo, costituito da uno sfondo di fiori stilizzati e palmette sovrapposte in vasi disposti in tutto il tappeto. 
I tappeti Kerman del XVIII secolo e seguenti usano molto spesso modelli a "reticolo", con il campo centrale diviso da un disegno a traliccio che dà molti piccoli scomparti. Un esempio notevole è un tappeto appartenuto a William Morris, ora esposto al Victoria and Albert Museum. Successivamente sono stati realizzati a Kerman ogni sorta di disegni, compresi quelli di grandi dimensioni. Il Victoria and Albert Museum di Londra espone un tappeto del 1909 con un disegno che copia un dipinto dell'artista francese del XVIII secolo Antoine Watteau.
I moderni tappeti Kerman, realizzati per il mercato occidentale, sono spesso tessuti in colori delicati e chiari come l'ambra, il rosa e il blu-grigio. Possono impiegare disegni occidentali, come strisce e vari motivi ripetitivi, oltre a temi più tradizionali di vasi e giardini, forme di animali e disegni pittorici.

## Tecnica
May Beattie ha definito sette classi di tappeti Kerman e identificato una struttura unica che ha chiamato la "tecnica vaso" caratterizzata da tre colpi di trama tra file di nodi. Il primo e il terzo sono tipicamente di lana e ad alta tensione, mentre il secondo, a bassa tensione, è normalmente fatto di seta o di cotone. L'ordito è marcatamente spostato e il nodo persiano è aperto a sinistra. Questa tecnica distingue i tappeti Kerman dai periodi safavidi (1501-1722) e successivi (1722-1834). La maggior parte dei tappeti persiani, al contrario, utilizzava il "nodo turco".
Il processo di tintura dei filati per i tappeti Kerman ha luogo mentre la lana è ancora in fiocco e prima della filatura, consentendo di ottenere un colore uniforme. La tavolozza dei tappeti Kerman è tanto brillante quanto varia. I toni possono variare dall'avorio, al blu e magenta a un tono più dorato e allo zafferano.

## Storia

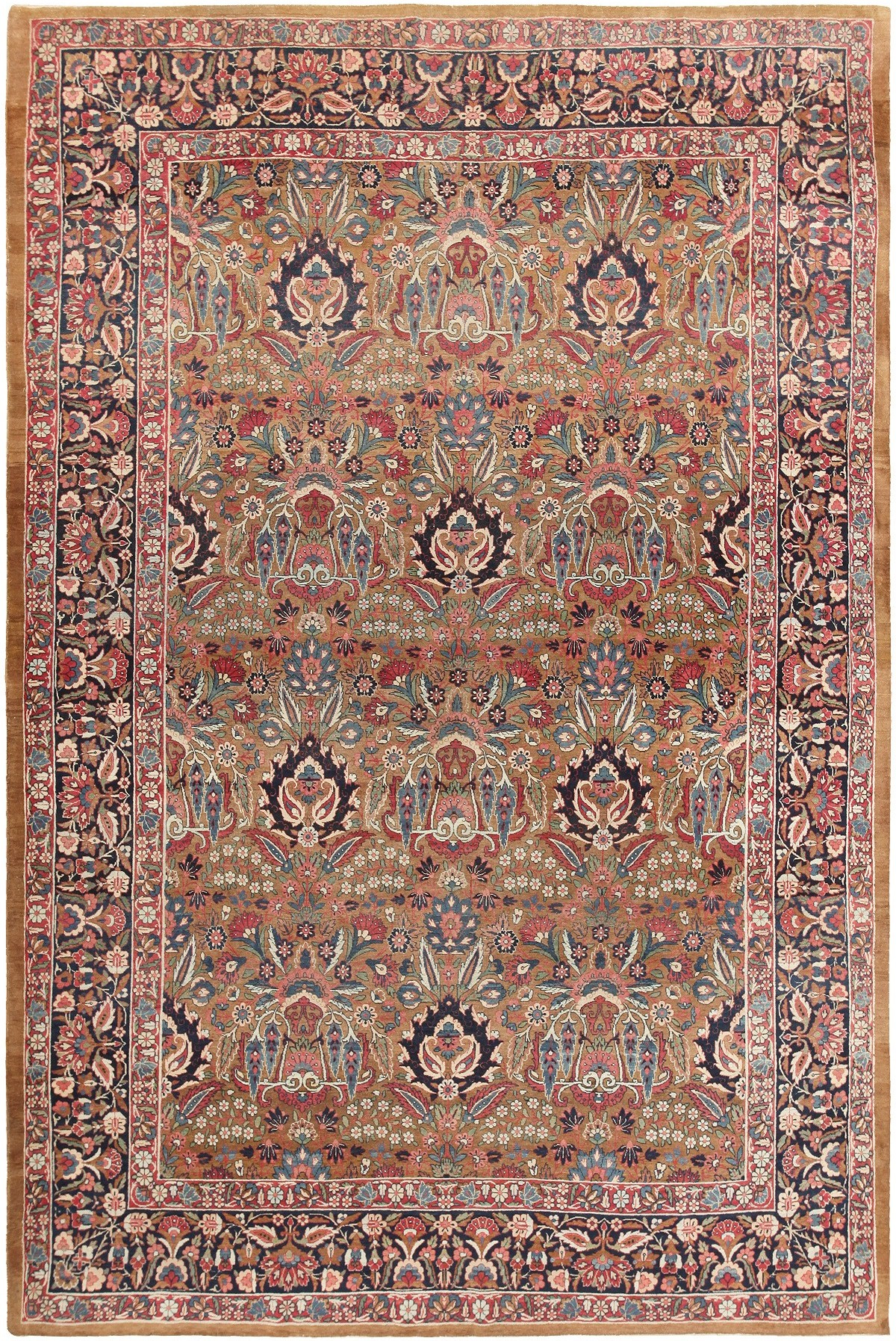
Tappeto persiano antico di Kerman

Kerman è stato un importante centro per la produzione di tappeti di alta qualità almeno dal XV secolo.
Nel XVII secolo i designer di Kerman manifestarono maggiore inventiva e le loro tecniche di tessitura divennero di una raffinatezza mai vista in altre parti dell'impero persiano. Per esempio, i tessitori avevano imparato a posizionare i loro telai in modo che gli orditi di cotone si trovassero su due livelli diversi. Infilavano poi le trame di lana, lasciandole un po' 'strette e altre sinuose, dando una finitura ondulata immediatamente riconoscibile sulla superficie del tappeto
Nel XVIII secolo alcuni autori consideravano i tappeti della provincia, in particolare di Siftan, i migliori tappeti persiani,  in parte per la migliore qualità della lana prodotta nella regione, nota come "lana Carmania". 
Nadir Shah e Nasser al-Din Shah commissionarono tappeti di Kerman. nel XVIII secolo.
Nel XIX secolo, la città di Kerman aveva una lunga storia di laboratori urbani, lana molto fine, maestri tessitori e una reputazione per la superiorità artistica dei suoi progetti.